# Delphine Lehericey
Delphine Lehericey, née le 1er août 1975 à Neuchâtel ou à Lausanne, est une réalisatrice, metteure en scène et comédienne suisse installée en Belgique.
Son deuxième long métrage, Le Milieu de l'horizon (2019) est lauréat du Prix du cinéma suisse 2020 dans deux catégories (Meilleur film de fiction, Meilleur scénario).

## Biographie
Delphine Lehericey naît à Neuchâtel ou à Lausanne.
Elle étudie les Arts du Spectacle à l'Université Paris X. Durant 10 ans, elle joue et participe à plusieurs créations scéniques, puis se forme en tant que vidéaste, elle organise et participe à des stages de scénographie et de direction d’acteurs.
C’est au cours d’un stage professionnel animé par Frédéric Fonteyne qu’elle décide de réaliser son premier long métrage, Puppylove (2013). Auparavant, en 2007, elle réalise un moyen-métrage, Comme à Ostende (Festival de Locarno, Cinéastes du Présent).
En 2009, elle co-réalise un documentaire Les Arbitres avec les producteurs de l’émission Strip-tease, suivra en 2011, un autre documentaire sur le designer Jean-Paul Lespagnard Mode in Belgium.
En 2013, son premier long-métrage PuppyLove avec Solène Rigot et Vincent Perez, est présenté en première internationale au festival de San Sebastián.
En 2019, son deuxième long métrage Le Milieu de l'horizon sort sur les écrans après une première sélection au Festival de San Sebastian, section New Directors.
En 2022, son troisième long métrage Last Dance remporte le Prix du Public au Locarno Film Festival lors de sa présentation en avant-première mondiale en août 2022 .
En 2023, elle réaliseLes Indociles, une série en cinq épisodes financée par  la RTS et Box Production, adaptée de la bande-dessinée éponyme de Camille Rebetez et Pitch Comment éditée chez Les Enfants Rouges.

## Filmographie

### Télévision
- 2012 : Mode In Belgium
- 2023 : Les Indociles

### Cinéma
- 2007 : Comme à Ostende
- 2009 : Kill the referee
- 2013 : Puppylove
- 2019 : Le Milieu de l'horizon[11]
- 2022 : Last Dance